# قاضی و جلادش
قاضی و جلادش (به آلمانی: Der Richter und sein Henker) رمانی جنایی است که در سال ۱۹۵۰ توسط فریدریش دورنمات نوشته و در سال ۱۹۵۴ به زبان انگلیسی منتشر شد.

## خلاصه داستان
یک افسر پلیس هنگام گشت‌زنی در خیابان با ماشین روشنی مواجه می‌شود که در کنار خیابان پارک شده‌است. درون آن اتومبیل یکی از افراد پلیس درحالی که با یک گلوله شقیقه‌اش سوراخ شده‌است، پیدا می‌شود. افسر پلیس، مقتول را که اشمید نام دارد به اداره پلیس می‌برد و بازرس برلاخ مأمور حل پرونده می‌شود. بازرس برلاخ به دلیل کهولت سن و بیماری یکی از بازرسان پلیس به نام چانتس را به عنوان دستیار خود انتخاب می‌کند و آن دو با هم شروع به حل پرونده قتل می‌کنند…